# Black Dog – Weggefährten
Black Dog – Weggefährten (Originaltitel: chinesisch 狗阵, Pinyin Gou zhen; internationaler Titel: englisch Black Dog) ist ein chinesischer Spielfilm aus dem Jahr 2024 von Regisseur Guan Hu, der gemeinsam mit Ge Rui und Wu Bing auch das Drehbuch schrieb. Die Hauptrolle übernahm Eddie Peng. Premiere war im Mai 2024 im Rahmen der Filmfestspiele von Cannes, wo der Film mit dem Hauptpreis der Sektion Un Certain Regard ausgezeichnet wurde.

## Handlung
Auf einer Straße am Rande der Wüste Gobi verursacht eine Reihe von verwilderten Hunden einen Busunfall. Einer der Insassen ist der ehemalige Stunt-Motorradfahrer und Musiker Lang, der vor einem Jahrzehnt wegen Totschlags ins Gefängnis kam. Lang trägt mit sich die Schuld am Tod des Neffen des Schlangenzüchters Metzger Hu, den er bei einem Motorradrennen verursacht hat, und kehrt nun auf Bewährung nach Hause zurück. Viele Einwohner sind mittlerweile weggezogen und hinterließen eine Menge streunender Hunde, Häuser sind verwaist. Langs Band hat sich aufgelöst. Langs Vater, der einen verfallenen Zoo besitzt, leidet aufgrund von Alkoholismus unter gesundheitlichen Problemen. Lang soll sich um die Tiere im Zoo kümmern, wenn sein Vater einmal nicht mehr lebt.
Im Rahmen eines Programmes zur Reduzierung und Beseitigung streunender und nicht registrierter Tiere in Vorbereitung auf die Olympischen Sommerspiele 2008 in Peking wird eine Prämie auf einen schwarzen Hund ausgesetzt, der einen Menschen gebissen hat. Lang schließt sich einer Gruppe von Hundefängern unter der Leitung von Onkel Yao an, hat aber Mitleid mit den Hunden und gerät in Konflikt mit den Kollegen. Die Gruppe fängt den schwarzen Hund, Lang wird von ihm gebissen und entwickelt Tollwutsymptome. Er verbringt daher einige Zeit in Quarantäne mit dem Hund, bevor er ihn von Onkel Yao adoptiert. Unterstützung erhält Lang von einer reisenden Zirkusgruppe, darunter die Artistin Grape, mit der er sich anfreundet.
Nachdem sich der Gesundheitszustand von Langs Vater verschlechtert, wird dieser ins Krankenhaus eingeliefert, wo er Lang bittet, den Stecker zu ziehen. Als Lang mit seinem Hund nach Hause fährt, wird er von Metzger Hus Leuten festgenommen. Während eines Erdbebens gelingt ihm die Flucht, er kann jedoch den Hund nicht finden. Als er Metzger Hus Schlangenfarm besucht, findet er Metzger Hu, der von einer Giftschlange gebissen wurde, und rettet ihn. Metzger Hu bedankt sich bei Lang, erzählt ihm, dass der Hund weggelaufen ist, und bietet Versöhnung an. Lang findet den Hund in kritischem Zustand auf einer Hunderennbahn außerhalb der Stadt. Zu Hause stirbt der schwarze Hund, der vor seinem Tod mit einer streunenden Hündin einen Welpen gezeugt hatte.
Die Stadtbewohner fahren in die Wüste, um die Sonnenfinsternis zu beobachten, während die Tiere aus dem Zoo befreit werden und durch die Straßen der leeren Stadt streifen. Grape reist mit einem Fernbus ab, anstatt mit dem Zirkus weiterzufahren. In der Nacht der Eröffnungsfeier der Olympischen Spiele nimmt Lang im Krankenhaus noch ein letztes Getränk mit seinem Vater und zieht den Stecker. Mit dem Welpen verlässt Lang die Stadt.

## Produktion und Hintergrund
Der Film wurde von The Seventh Art Pictures produziert, Produzenten waren Liang Jing und Zhu Wenjiu. Die Kamera führte Gao Weizhe, die Musik schrieb Breton Vivian, die Montage verantworteten Matthieu Laclau und Yongyi He. Das Kostümbild gestaltete Li Zhou.
Regisseur Guan Hu inszenierte zuvor unter anderem den 2020 veröffentlichten Historien- und Kriegsfilm The 800. Mit Black Dog wollte Guan Hu die Geschichte von Personen erzählen, die vom wirtschaftlichen Aufstieg Chinas nicht profitierten und abgehängt und zurückgelassen wurden. Kameramann Gao Weizhe und Regisseur Guan Hu hatten zuvor unter anderem bei The Sacrifice zusammengearbeitet. Nach dem Dreh adoptierte Hauptdarsteller Eddie Peng den Filmhund Xin.
Der Film wurde als erste Kinoproduktion in Deutschland mit Künstlicher Intelligenz synchronisiert, verantwortlich dafür zeichnete das AIL – Audio Innovation Lab.

## Veröffentlichung
Premiere war am 18. Mai 2024 im Rahmen der 77. Internationalen Filmfestspiele von Cannes, wo der Film mit dem Hauptpreis Prix Un Certain Regard der Sektion Un Certain Regard ausgezeichnet wurde.
Deutschland-Premiere war im Herbst 2024 am Filmfest Hamburg. Der österreichische Kinostart erfolgte am 6. Dezember 2024, in Deutschland kam der Film am 12. Dezember 2024 in die Kinos.

## Rezeption
Am 23. Dezember 2024 waren 30 von 31 bei Rotten Tomatoes aufgeführten Kritiken positiv bei einer durchschnittlichen Bewertung von 8 der 10 möglichen Punkte. Bei Metacritic erhielt der Film am 23. Dezember 2024 einen Metascore von 78 von 100 möglichen Punkten, der auf 9 Rezensionen basierte.
Manfred Riepe vergab auf  epd-film.de vier von fünf Sternen. Nachdem Guan Hu mit seinem historischen Kriegsdrama The 800 bei der Filmzensur aneckte, erzählt er in Black Dog vordergründig von einer anrührenden Begegnung zwischen Mensch und Tier, die es ihm aber ermöglicht, sensible Themen auf eine weniger direkte, aber dennoch wirkungsvolle Weise zu bebildern.
Susanne Gietl bewertete den Film auf filmstarts.de ebenfalls mit vier von fünf Sternen. Die Produktion sei eine zeitlos-schöne und dabei atemberaubend-episch gefilmte Parabel voller beeindruckender Panoramen und poetischer Parallelen zwischen Mann und Hund.
Rouven Linnarz (9 von 10 Punkte) bezeichnete den Film auf film-rezensionen.de als starkes Drama, bei dem die Bilder wie auch die Darstellung von Schauspieler Eddie Peng überzeugten. Filmdienst.de (3,5 von 5 Sterne) schrieb, dass das Drama zuerst geradlinig daherkomme, sich aber zusehends als komplexer erweise. Western-, Krimi- und Liebesfilm-Motive spielten mit in die Handlung hinein.

## Auszeichnungen und Nominierungen
Internationale Filmfestspiele von Cannes 2024
- Auszeichnung mit Prix Un Certain Regard[3]
- Auszeichnung mit dem Jurypreis des Palm Dog Awards (Xin)[17]

Gotham Award 2024
- Nominierung in der Kategorie Beste Regie (Guan Hu)[18]

Independent Spirit Awards 2025
- Nominierung in der Kategorie Bester internationaler Film (Guan Hu)[19]

Internationales Filmfestival Freiburg 2025
- Auszeichnung mit dem Grand Prix (Regard d’or)[20]
- Auszeichnung mit dem Critics' Choice Award